# Leśniczówka (Włoszczowice)
Leśniczówka – część wsi Włoszczowice w Polsce, położona w województwie świętokrzyskim, w powiecie pińczowskim, w gminie Kije.
W latach 1975–1998 Leśniczówka administracyjnie należała do województwa kieleckiego.